# 家紋 (松本清張)
『家紋』（かもん）は、松本清張の短編小説。「十二の紐―橙色の紐」の副題で『小説新潮』1967年4月号に掲載され、1967年12月に短編集『死の枝』収録の1作として、新潮社（新潮文庫）より刊行された。
1990年・2002年にテレビドラマ化されている。市原悦子による朗読CDが、2003年に新潮社より発売された。

## あらすじ
粉雪の舞う1月16日の夜、北陸地方で農業を営む生田市之助は、本家からの使いと称する釣鐘マントの男に呼び出される。本家の当主の妻・スギの容体が良くないとの話を聞き、市之助はマントの男と外へ出る。23時半頃、マントの男は再訪し、スギの容体が急変したので、市之助の妻・美奈子と娘・雪代も本家に来るよう求める。熱を出していた雪代は隣家の主婦・お房に預けられ、美奈子はマントの男と外へ出て行く。それが雪代の見た母親の最後の姿だった。

## テレビドラマ

### 1990年版
「松本清張スペシャル・家紋」。1990年2月6日、日本テレビ系列の「火曜サスペンス劇場」枠（21:03 - 22:52）にて放映。視聴率25.0％（ビデオリサーチ調べ、関東地区）。
キャスト
- 生田雪代・生田美奈子：若村麻由美
- 真典：萩原流行
- 生田市之助：河原崎次郎
- 井川比佐志
- 辰巳琢郎
- 横山通乃
- 修造：織本順吉
- 岩井半四郎
- 生田初江：御道由起子
- 生田宗右衛門：多々良純
- 坂西良太
- 松本朝生
- 須藤健
- 斉藤暁
- 長谷川弘
- 児玉頼信
- 西川敬三郎
- 伴大介
- 三宅慎介
- 有馬光貴
- 川倉淳
- 大滝明利
- 小松伸 （現 北川伸）
- 片瀬誠
- 立花義輝
- 野沢満恵
- 野沢高弘
- 松田美佳
- 植松佳菜美

スタッフ
- 脚本：大野靖子
- 監督：山根成之
- 音楽：大谷和夫
- 制作：松竹、日本テレビ、霧企画

#### 再放送・二次使用の禁止
本作のロケは、地方のある宗派の寺を借り、本物の輪袈裟を借りて行われた。放送直後、宗派本寺から「殺人犯が着用した輪袈裟は当寺の紋が入っており、作法も同派を指す箇所が随所にある。当寺を特定し、その僧侶、門信徒を冒涜し、宗教活動を妨害するものとして断固抗議する」との抗議を受け、交渉の結果、今後再放送を一切行わないこと、ビデオ化などの二次使用もしないという約束をもって妥結した。
| 日本テレビ系列 火曜サスペンス劇場 | 日本テレビ系列 火曜サスペンス劇場    | 日本テレビ系列 火曜サスペンス劇場                      |
| 前番組                            | 番組名                               | 次番組                                                 |
| --------------------------------- | ------------------------------------ | ------------------------------------------------------ |
| 美談の行方 （1990.1.30）          | 松本清張スペシャル 家紋 （1990.2.6） | 名無しの探偵6 (原作：ビル・プロンジーニ) （1990.2.13） |

### 2002年版
「松本清張没後10年特別企画・家紋」。2002年8月18日、BSジャパンの「BSミステリー」枠（21:00-23:24）にて放映。地上波では、同年8月21日、テレビ東京系列の「女と愛とミステリー」枠（20:54-23:18）にて放映。視聴率15.5％（ビデオリサーチ調べ、関東地区）。
キャスト
- 生田雪代・生田美奈子：岸本加世子（二役）
- 富島政江（雪代の養母）：藤村志保
- 加納栄玄（浩司の父）：金田龍之介
- 真典（住職）：吹越満
- 生田市之助（雪代の父）：江藤潤
- 生田初江（政江の実娘・文夫の嫁）：高橋ひとみ
- 北川刑事：大沢健
- 平井刑事：池田努
- 生田宗右衛門（本家の当主）：草薙幸二郎
- 生田文夫（初江の夫・生田家の分家）：小宮孝泰
- 生田吉蔵（生田家の分家）：津村鷹志
- 生田文吉（文夫の父）：穂高稔
- 安西（医師）：上田忠好
- 啓海（住職・真典の父）：村上幹夫
- お房：泉ピン子（友情出演）
- 加納浩司：神田正輝（友情出演）
- 松野滋（金沢中警察署刑事）：大地康雄
- 本田次布
- 窃盗犯：掛田誠
- 村人：中島元
- 佐々木麻由子
- 水島涼太
- 増田再起
- 羽生研司
- 岡本博文
- 長野晋也
- 伊藤悟
- 高村和成
- 小川宏翔
- 田中太輔
- 榊徹
- 伊達公平
- 窪田朔也
- 紺野彩夏
- 佐藤香奈

スタッフ
- 脚本：大野靖子
- 監督：長尾啓司
- 助監督：山崎徳幸
- 撮影：小松崎茂
- 照明：石丸隆一
- 録音：川田保
- 編集：河原弘志
- 美術：西村伸明
- ロケ協力：金沢フィルムコミッション、信州上田フィルムコミッション、石川県立白山ろく民俗資料館[2]、白峰温泉　ほか
- 技術協力：映広、東映化学TOVIC
- プロデューサー：小坂一雄
- 制作：BSジャパン、テレビ東京、レオナ、電通音楽出版

| テレビ東京系列 女と愛とミステリー                 | テレビ東京系列 女と愛とミステリー           | テレビ東京系列 女と愛とミステリー   |
| 前番組                                            | 番組名                                      | 次番組                              |
| ------------------------------------------------- | ------------------------------------------- | ----------------------------------- |
| 修善寺温泉殺人事件 (原作：吉村達也) （2002.8.14） | 松本清張没後10年特別企画 家紋 （2002.8.21） | 保険調査員・蒲田吟子3 （2002.8.28） |